# Robert Ernest Hall

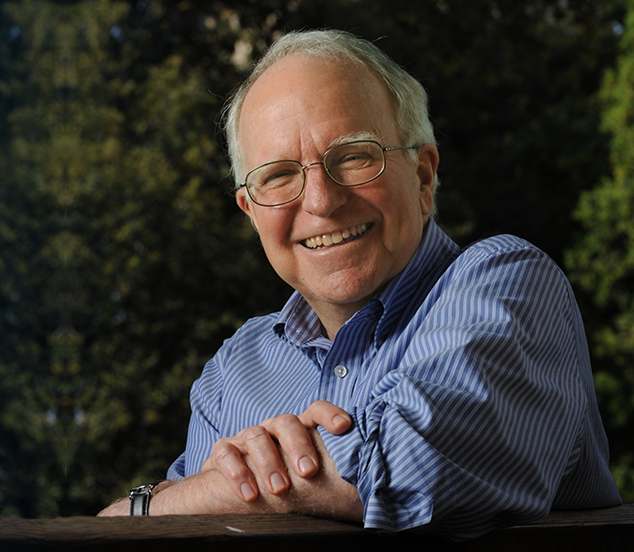
Robert Ernest Hall (2005)

Robert Ernest Hall (* 13. August 1943 in Palo Alto, Kalifornien) ist ein US-amerikanischer Wirtschaftswissenschaftler.

## Leben und Wirken
Robert Ernest Hall wurde als Sohn von Victor Ernest und Frances Marie Hall, geb. Gould, geboren. Nach dem Besuch der University High School in Los Angeles studierte er ab 1961 an der University of California, Berkeley, wo er 1964 den Bachelor of Arts in Wirtschaftswissenschaften erwarb. 1967 wurde er bei Robert M. Solow am Massachusetts Institute of Technology (MIT) zum Ph.D. promoviert. Von 1967 bis 1969 war er Assistenzprofessor und von 1969 bis 1970 außerordentlicher Professor an der University of California, Berkeley, ehe er als außerordentlicher Professor ans MIT zurückging, wo er 1974 bis 1978 Professor war. Seit 1977 ist er Direktor des Forschungsprogramms über ökonomische Fluktuationen und Wachstum am National Bureau of Economic Research. Seit 1978 ist er bei der Hoover Institution und als Wirtschaftsprofessor an der Stanford University tätig.
Hall arbeitet auf den Gebieten des Aktienmarkts, der Inflation, Arbeitslosigkeit, Wirtschaftspolitik, Geldpolitik, Fiskalpolitik, Wettbewerbspolitik, der Ökonomie der Hochtechnologie, insbesondere des Internets, und der Besteuerung. 1981 schlug er mit Alvin Rabushka das Konzept Flat Tax vor (A Proposal to Simplify our Tax System. In: Wall Street Journal. 10. Dezember 1981. Ausführlicher im Buch: The flat tax. siehe Literatur). Seit 2017 zählt ihn Clarivate Analytics aufgrund der Zahl seiner Zitationen zu den Favoriten auf einen Alfred-Nobel-Gedächtnispreis für Wirtschaftswissenschaften (Clarivate Citation Laureates, früher Thomson Reuters Citation Laureates).
Hall ist mit der Ökonomin Susan E. Woodward verheiratet, hat vier Kinder und lebt in Menlo Park, Kalifornien.

## Auszeichnungen
- Aufnahme in die Money magazine's Money Hall of Fame

## Mitgliedschaften
- 1963 Phi Beta Kappa
- 1985 American Academy of Arts and Sciences
- 2004 National Academy of Sciences
- American Economic Association (2005 Vizepräsident, 2010 Präsident)[2]
- Econometric Society
- American Statistical Association
- Society of Labor Economists

## Veröffentlichungen

### Monografien
- Investment in Equipment and Structures, 1929–1961. Bachelor's Thesis, University of California, Berkeley 1964 (pdf, 851 kB)
- Essays on the Theory of Wealth. Ph.D. Thesis, MIT, 1967 (pdf, 3,0 MB)
- als Herausgeber: Inflation. Causes and Effects. University of Chicago Press, Chicago [u. a.] 1982, ISBN 0-226-31323-9.
- mit Alvin Rabushka: Low Tax, Simple Tax, Flat Tax. McGraw-Hill, New York [u. a.] 1983, ISBN 0-07-025669-1.
- mit Alvin Rabushka: The flat tax. Hoover Institution Press, Stanford 1985, ISBN 0-8179-8222-1, 2. Auflage, Hoover Institution Press, Stanford 1995, ISBN 0-8179-9312-6 (online); deutsch als: Flat tax. Das Steuermodell der Zukunft. Manz, Wien 1998, ISBN 3-214-06183-6
- mit John Taylor: Macroeconomics. Theory, performance, and policy. W. W. Norton, New York [u. a.] 1986, ISBN 0-393-95398-X, 6. Auflage (mit David Papell) 2005, ISBN 0-393-97515-0.
- The Rational Consumer. Theory and Evidence. MIT Press, Cambridge, Massachusetts [u. a.] 1990, ISBN 0-262-08197-0.
- Booms and Recessions in a Noisy Economy. Yale University Press, New Haven, Connecticut [u. a.] 1991, ISBN 0-300-04857-2 (pdf, 2,1 MB).
- mit Marc Lieberman: Economics. Principles and Applications. South-Western College Publ., Cincinnati, Ohio 1998, ISBN 0-538-84757-3; 5. Auflage, Cengage Learning, Mason, OH 2009, ISBN 978-1-4390-3896-3
- Digital Dealing. How eMarkets are Transforming the Economy. Norton, New York [u. a.] 2001, ISBN 0-393-04210-3.
- The streetcorner strategy for winning local markets. Performance Press, Austin, Texas 1994, ISBN 0-9639485-0-4; deutsch als: Lokale Marktstrategien. So finden Sie Ihre profitabelsten Kunden. Campus-Verlag, Frankfurt/Main und New York 1999, ISBN 3-593-36285-6

### Aufsätze
- mit Dale Jorgenson: Tax Policy and Investment Behavior. In: American Economic Review. Band 57, Nr. 3, Juni 1967, S. 391–414.
- Why Is the Unemployment Rate So High at Full Employment? In: Brookings Papers on Economic Activity. 1970, Band 3, S. 369–410.
- Stochastic Implications of the Life Cycle-Permanent Income Hypothesis. Theory and Evidence. In: Journal of Political Economy. Band 86, Nr. 6, Dezember 1978, S. 971–987.
- The Importance of Lifetime Jobs in the U.S. Economy. In: American Economic Review. Band 72, Nr. 4, September 1982, S. 716–724.
- Intertemporal Substitution in Consumption. In: Journal of Political Economy. Band 96, Nr. 2, April 1988, S. 339–357.
- The Relation between Price and Marginal Cost in U.S. Industry. In: Journal of Political Economy. Band 96, Nr. 5, Oktober 1988, S. 921–947.
- Lost Jobs. In: Brookings Papers on Economic Activity. 1995, Band 1, S. 221–256.
- mit Antonio Ciccone: Productivity and the Density of Economic Activity. In: American Economic Review. Band 86, Nr. 1, März 1996, S. 54–70.
- Charles I. Jones: Why Do Some Countries Produce So Much More Output per Worker than Others? In: Quarterly Journal of Economics. Band 114, Nr. 1, Februar 1999, S. 83–116
- The Stock Market and Capital Accumulation. In: American Economic Review. Band 91, Nr. 5, Dezember 2001, S. 1185–1202.